# 黃廷儀
黃廷儀（？—？），字尚敬，福建福州府侯官縣人，明朝政治人物。

## 生平
宣德十年（1435年）乙卯科福建鄉試第二名舉人，正統元年（1436年）丙辰科三甲第二十六名進士。授河南布政使司參議。